# Radnice
Radnice (Duits: Radnitz) is een Tsjechische stad in de regio Pilsen en maakt deel uit van het district Rokycany.
Radnice telt 1801 inwoners.

## Geografie
Radnice ligt op een hoogte van 382 meter in de Plaskaheuvels. In de buurt van de stad ligt een belangrijke paleontologische vindplaats genaamd Ovčín u Radnice. Dit is een verlaten steenkoolgroeve met een groot aantal fossielen, voornamelijk planten.
De stad bestaat uit twee delen: Radnice en het dorp Svatá Barbora.

## Geschiedenis
De stad werd voor het eerst vermeld in 1336 als Radnicz. Oorspronkelijk maakte de nederzetting deel uit van het landgoed Zbiroh, dat tot 1431 in handen was van de familie Rožmberk. In 1570 gaf Keizer Maximiliaan II, op voorspraak van Jan Černín van Chudenice, stadsrechten aan Radenice en zegde toe dat er een stadswapen mocht worden gemaakt.
In 1654 werd de stad onderdeel van de regio Pilsen en in 1850 het district Rokycany. Sinds 1854 wordt de naam Radnice gehanteerd.
In 1587 werd een stadsbrouwerij opgericht, welke in 1945 de deuren sloot. In 1865 werd tevens de Šternberský-brouwerij opgericht, welke in 1959 de deuren sloot.
Tot de jaren 1920 waren er veel glasblazerijen te vinden in Radnice.

## Verkeer en vervoer

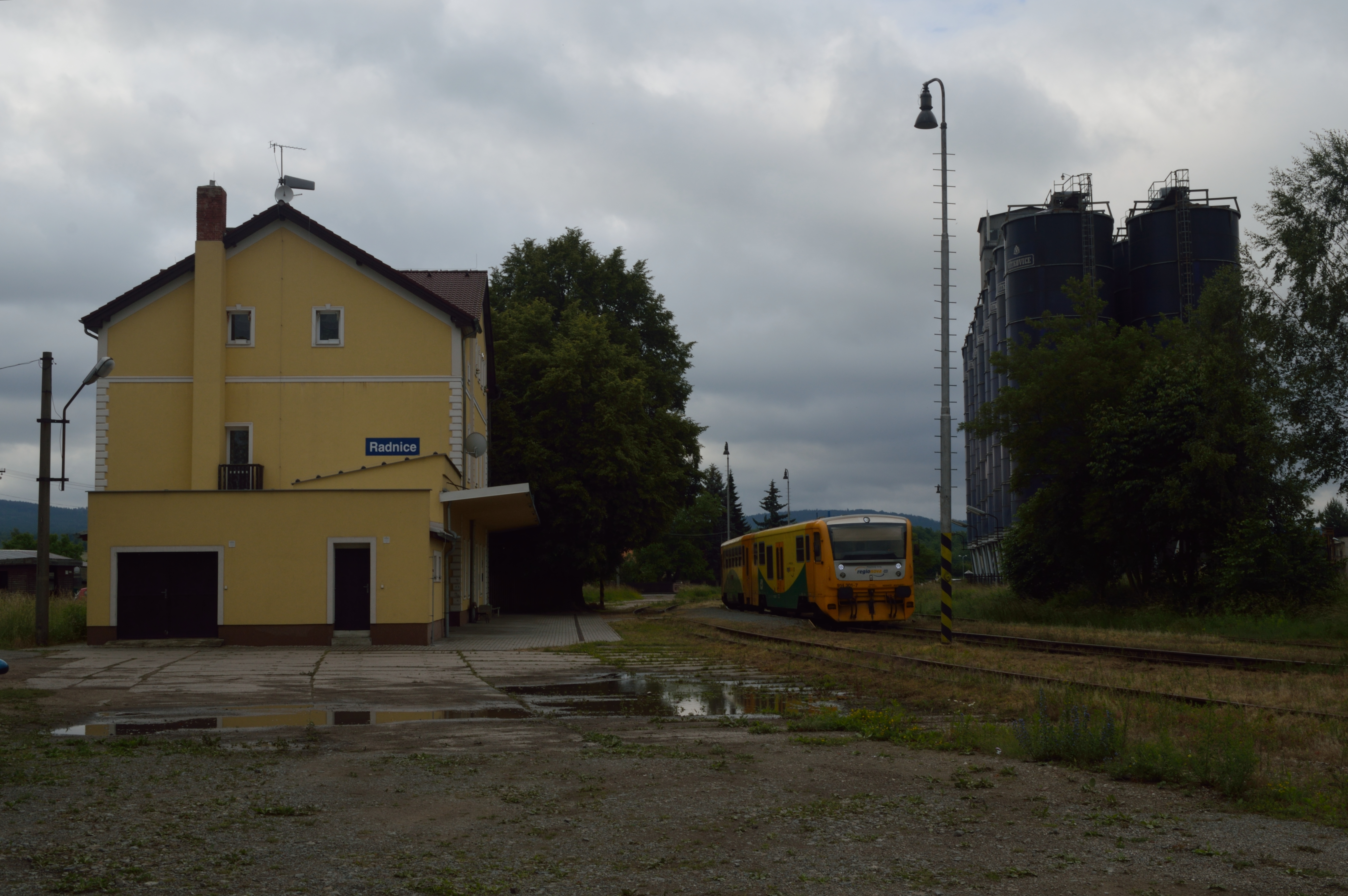
Station Radnice

### Spoorlijnen
Station Radnice ligt aan het eind van spoorlijn 176 Ejpovice – Radnice. De lijn is in 1862 geopend. Sinds 1893 is Radnice aangesloten op de lijn.
Tot 16 november 2018 was de lijn onderdeel van de hoofdspoorlijn tussen Praag en Pilsen, maar is sindsdien gedegradeerd tot regionale lijn waardoor het eindpunt bij Radnice kwam te liggen.

## Bezienswaardigheden

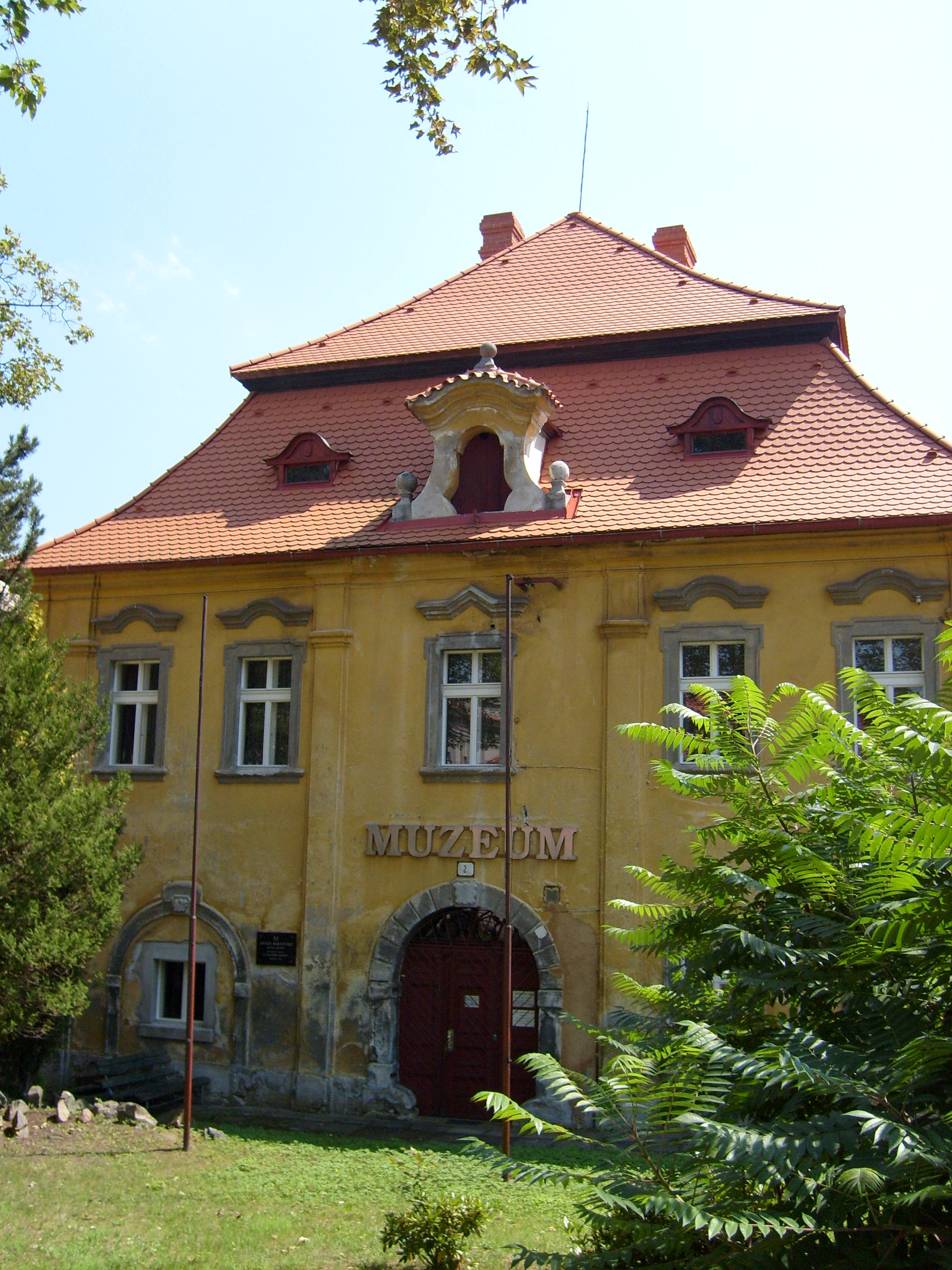
Stadsmuseum naast het kasteel

### Kasteel
Het kasteel op het Kaspar Sternbergplein in het centrum, gebouwd rond 1673 door de familie Malove. De huidige vormgeving dateert van na 1719. Het hoofdgebouw had één verdieping met een centrale verhoogde traverse met mansardedak. De binnenplaats werd aan de zijkanten geflankeerd door lagere vleugels met één verdieping die doorliep naar de bijgebouwen op de begane grond. Sinds 1827 is op de benedenverdieping de herberg U Orla gevestigd. In 1849 brandde het kasteel deels af. Het afgebrande deel werd niet herbouwd. Sinds 1945 is het eigendom van de stad; in het naastgelegen huis is thans het stadsmuseum ondergebracht. De barokke interieurs zijn verloren gegaan bij de verbouwingen.

### Sint-Wenceslauskerk
De Sint-Wenceslauskerk op het Kaspar Sternbergplein in het centrum is een barokken gebouw uit 1720, ontworpen door Jacob Auguston Jr.. In 1842, 1905 en 1986-1988 is de kerk gerenoveerd. Het schip is eenbeukig met biechtstoelen langs de zijden van het gebouw. Naast de kerk stond een barokke klokkentoren die bij stadsbrand van 1848 afbrandde.
Andere bezienswaardigheden in Radnice zijn:
- De Maria-Visitatiekapel op een heuvel ten noordoosten van de stad. De kapel is een barokken gebouw, waarschijnlijk ontworpen door Kilian Ignatius Dientzenhofer op kosten van Jan Václav van Bubno en Litice. Een geklasseerde kruisweg leidt naar de kapel.

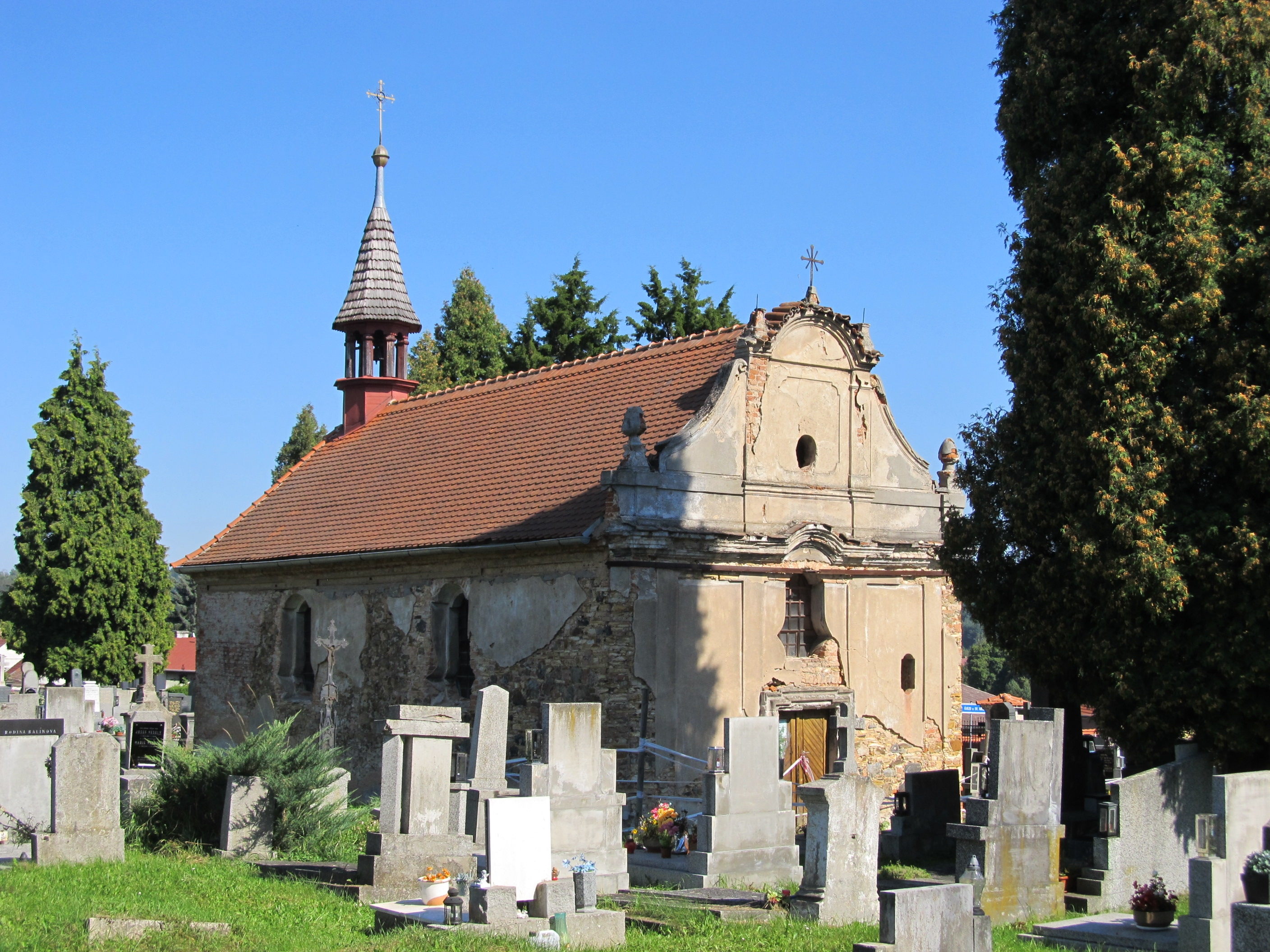
Sint-Rosaliakapel

- De Sint-Rosaliakapel met kerkhof. De kapel is een barokken rechthoekig gebouw met driepuntig uiteinde. De kapel is naar verluidt[bron?] gebouwd in 1713 en gerenoveerd in 1836 omdat de kapel in 1835 deels afbrandde.

- De synagoge. Een klassiek gebouw, daterend uit het einde van de 18e eeuw. Na 1945 werd de synagoge verbouwd tot autowerkplaats. In 1992-2002 werd het gebouw in gebruik genomen door de Tsjechische Natuurbeschermingsorganisatie.

- De Joodse begraafplaats, ongeveer 1,5 km ten oosten van de stad.

- Het standbeeld van Sint Johannes van Nepomuk op het plein.

- Het standbeeld van Sint Florian ten zuiden van de stad.

## Galerij

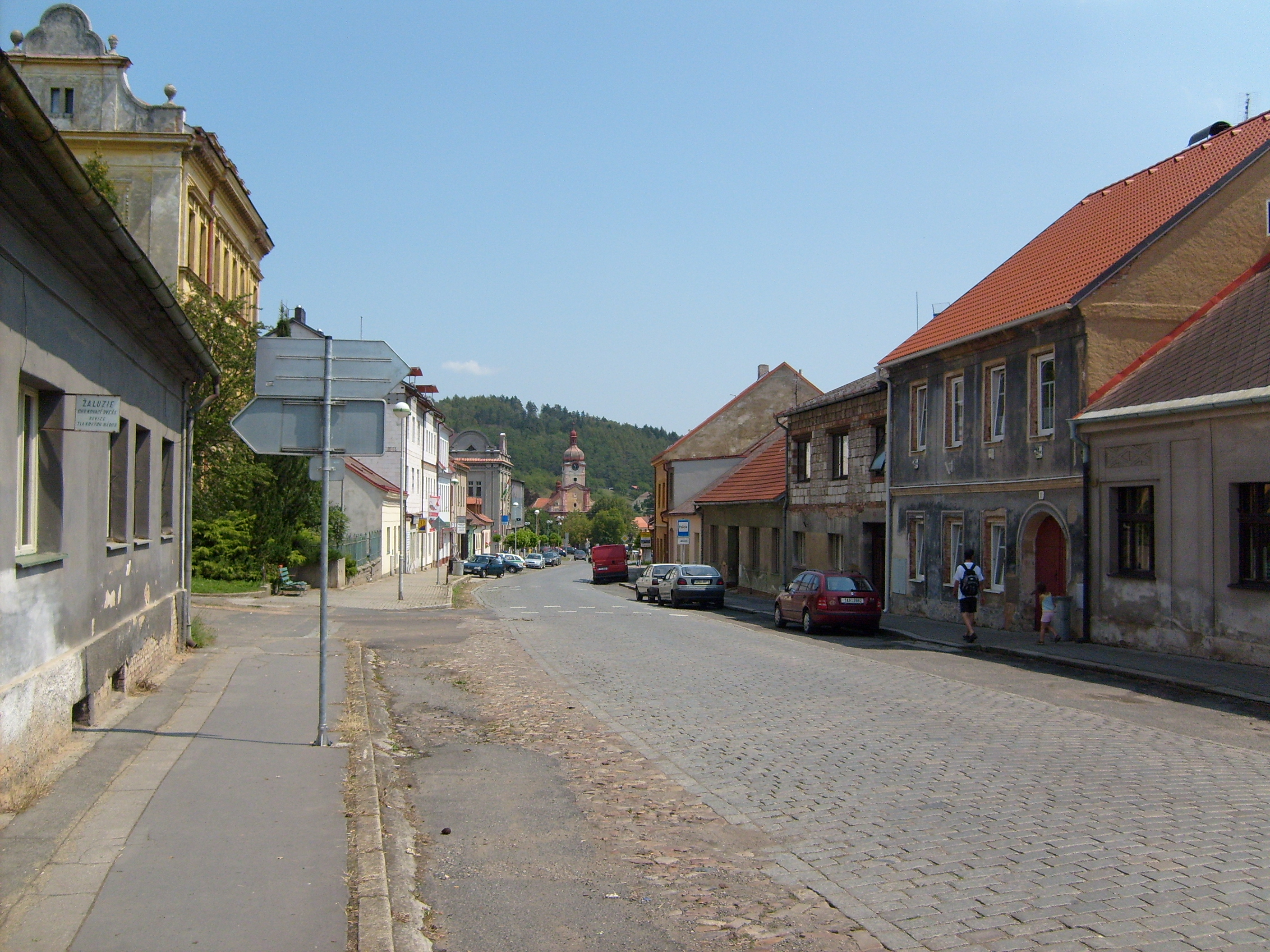
Straat in Radnice
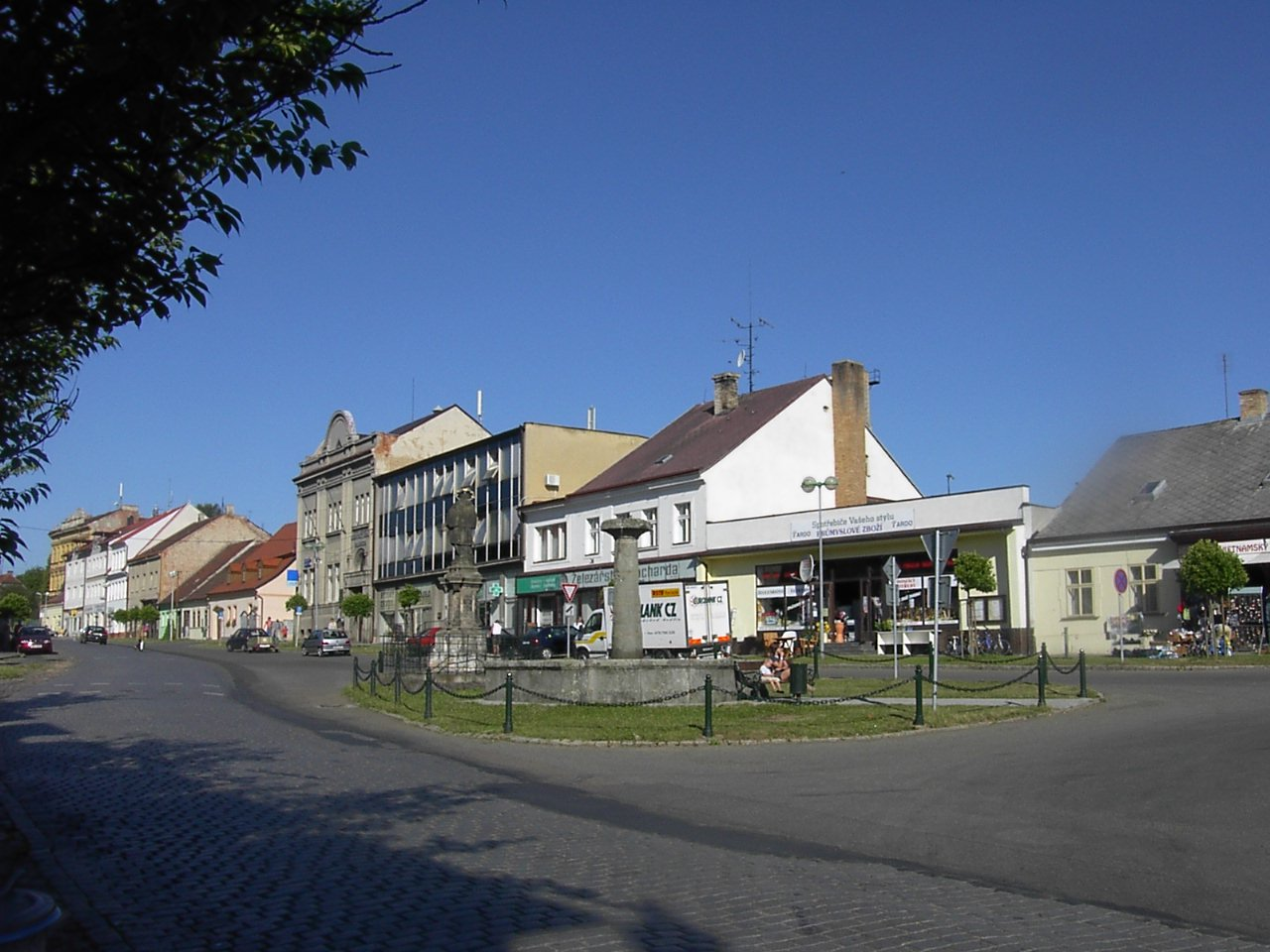
Centrum van Radnice
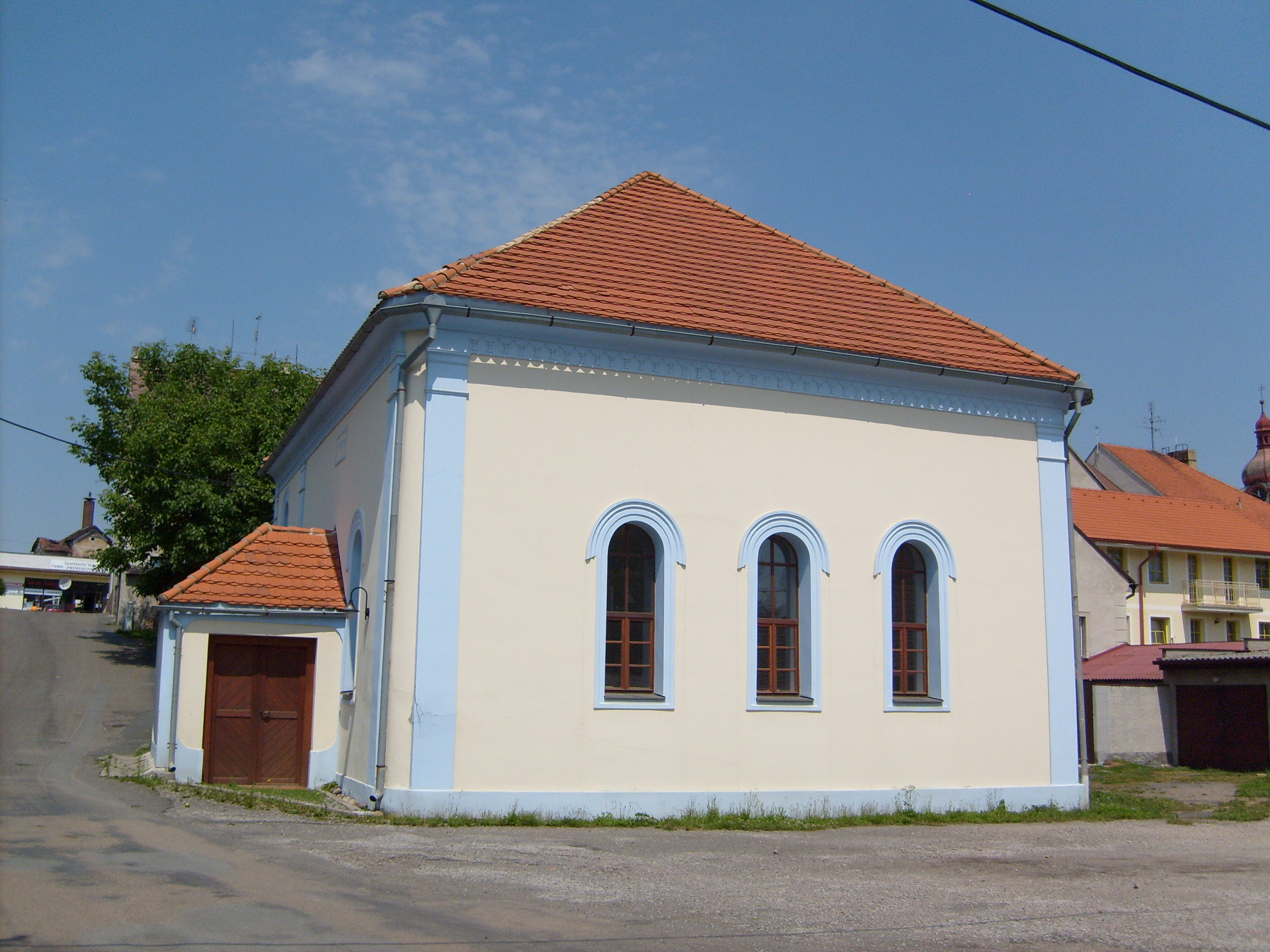
Voormalige synagoge in Radnice
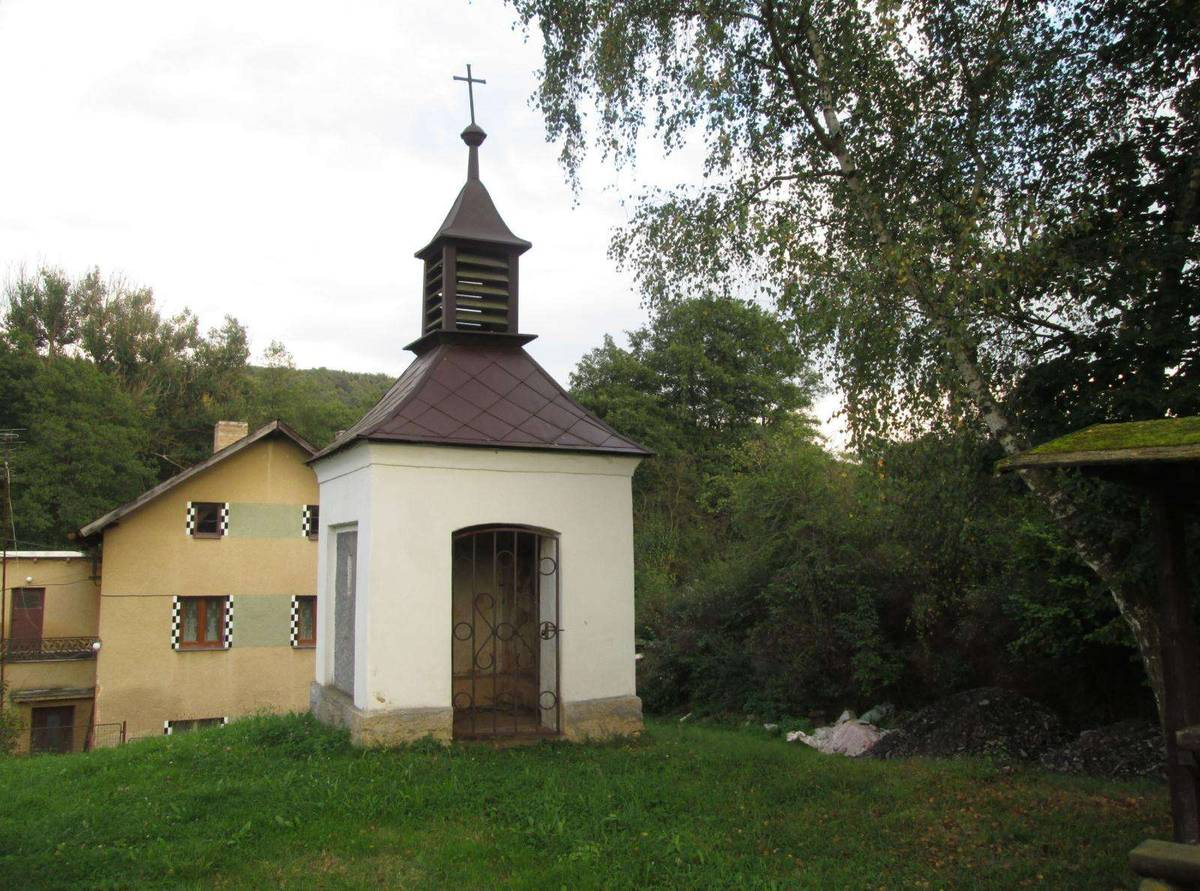
Kapel in Svatá Barbora
Hoofdweg in Svatá Barbora
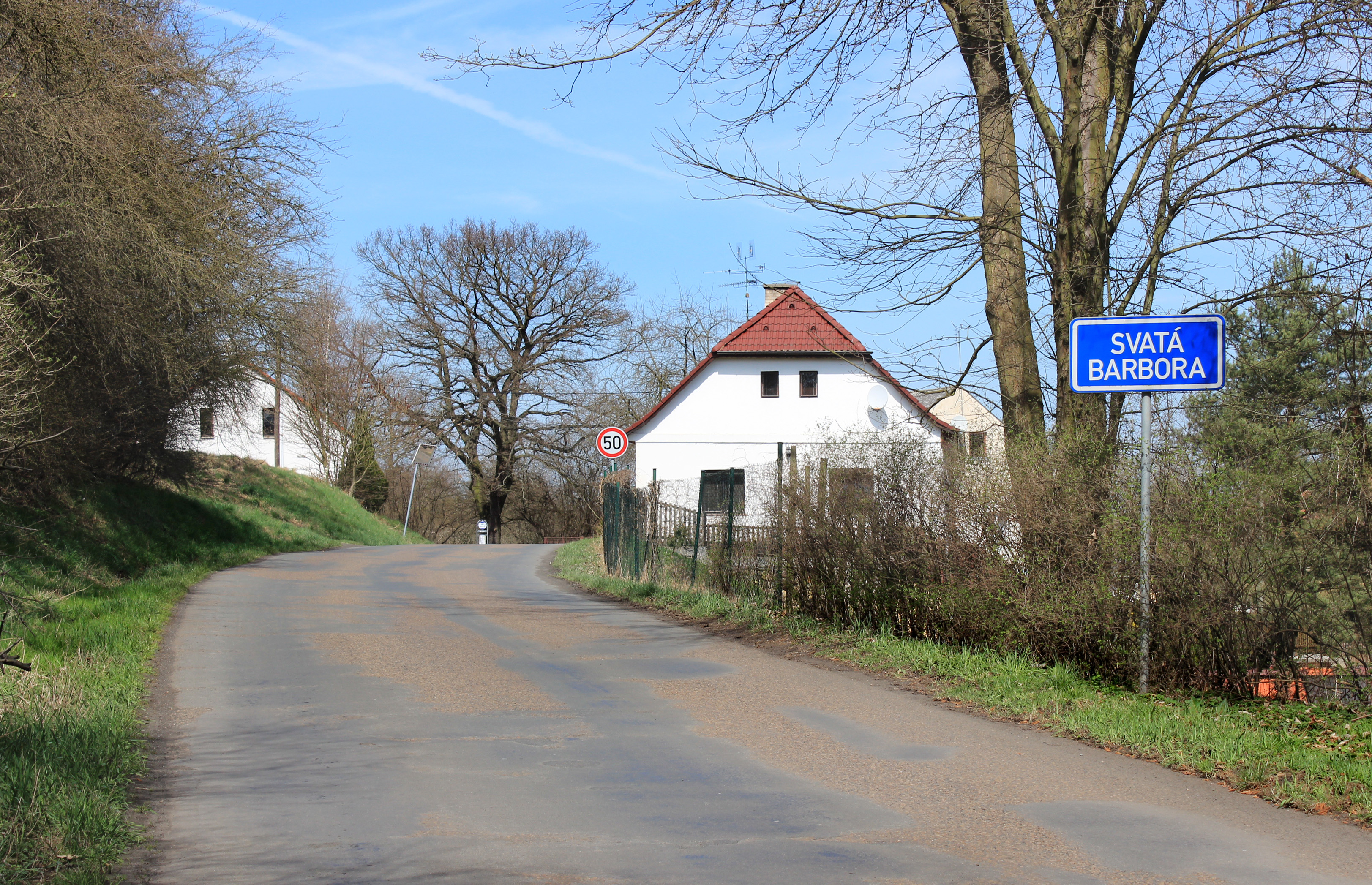
Hoofdweg in Svatá Barbora